# Shin Chae-ho
Shin Chae-ho (* 8. Dezember 1880 in Chongju, Provinz Chungcheongnam-do, damaliges Joseon, heutiges Südkorea; † 21. Februar 1936 in Lüshunkou, damals Republik China, heute Volksrepublik China) war ein koreanischer Historiker, Unabhängigkeitsaktivist gegenüber dem Japanischen Kaiserreich und Anarchist.

## Leben
Shin Chae-ho wurde als Sohn einer Bauernfamilie geboren, erhielt aber eine höhere Schulbildung. Von 1898 bis 1905 studierte er an der konfuzianischen Hochschule Seonggyungwan und erlangte dort einen Doktortitel. Er war als Journalist für verschiedene Tageszeitungen tätig und veröffentlichte zahlreiche Romane. Im Jahr 1907 trat er der 1906 gegründeten Unabhängigkeitsbewegung Shin Min Hee bei, die sich für die volle Souveränität des Kaiserreichs Korea einsetzte, nachdem diese durch den Japan-Korea-Protektoratsvertrag von 1905 in Teilen verloren ging. Nach der Annexion Koreas durch das Japanische Kaiserreich 1910 emigrierte er nach China. 1923 schrieb Shin den Entwurf für das Korean Revolutionary Manifesto.
1927 trat Shin der Eastern Anarchist Federation (kor. 동방 무정부주의 연맹, 東方無政府主義聯盟) bei. Er wurde 1928 in Kiirun verhaftet und in Dairen (damals unter japanischer Verwaltung) zu einer zehnjährigen Haftstrafe verurteilt. Shin starb 1936 im Gefängnis von Lüshun an einer Hirnblutung.
Shin war der Ansicht, die koreanische Geschichte werde nur aus japanischer Perspektive betrachtet und versuchte sich daher an einer neuen Geschichtsschreibung, um die koreanische Identität zu stärken. Mit seinen Werken Doksa Shillok (engl. A New Reading of History) und Joseon Sanggosa (The Early History of Joseon) begründete er die erste ethnisch-basierte Geschichte Koreas. Den Mythos von Tan'Gun machte er dabei zum Startpunkt koreanischer Geschichte.
1962 wurde Shin posthum der Presidential Order of Merit for National Foundation verliehen. Im Jahr 2009 erhielt er einen Eintrag ins südkoreanische Familienregister. Bis zu diesem Datum erschien er dort nicht, da er eine Eintragung in die damals, dort erstmal eingeführten, japanischen Register verweigert hatte und Südkorea die japanischen Register übernahm.